# Christian Ulrich (godsejer)
 Der er flere personer med dette navn, se Christian Ulrich.
Christian Niels Brock Ulrich (født 8. marts 1939 i Faaborg) er en dansk hofjægermester, kammerherre og forhenværende godsejer.
Ulrich er søn af Niels Brock Ulrich og Anna Luise født Mathiesen og ejede fra 1973 til 2001 Skjoldemose på Fyn.
1992-2008 var han formand for bestyrelsen i Alm. Brand. Han har været formand for De Fynske Landboforeninger og bestyrelsesmedlem i Centrovice og Patriotisk Selskab samt medlem af Landbrugsraadet og formand for Gefion A/S. Han har været Ridder af Dannebrog siden 26. september 1994, og 2001 blev han kammerherre.
Han blev gift med Inge Lise Selchau-Hansen (født 19. april 1939 i Fakse) den 13. juni 1964.